# هارتویل (اوهایو)
هارتویل (به انگلیسی: Hartville) یک روستا در ایالات متحده آمریکا است که در شهرستان استارک، اوهایو واقع شده‌است. هارتویل ۶٫۶۸ کیلومتر مربع مساحت و ۲٬۹۴۴ نفر جمعیت دارد و ۳۵۶ متر بالاتر از سطح دریا قرا ر دارد.